# Tokumei Sentai Go-Busters
Tokumei Sentai Go-Busters (特命戦隊ゴーバスターズ Tokumei Sentai Gōbasutāzu?) (traducido como Escuadrón de Operaciones Especiales Go-Busters) es la 36.ª temporada de la franquicia Super Sentai Series, producida por Toei Company, y emitida en TV Asahi del 26 de febrero de 2012 al 10 de febrero de 2013, constando de 50 episodios.

## Argumento
Hace trece años en el calendario de la Nueva Era Común (新西暦 Shinseireki?), la computadora que controlaba la nueva fuente de energía recién descubierta llamada Enetron (エネトロン Enetoron?) fue infectada por un virus que la hizo crear a la entidad maligna conocida como Messiah, que desea conquistar a la humanidad y crear un mundo para las máquinas. Aunque le enviaron a otra dimensión virtual llamada "subespacio" con el sacrificio de los científicos del Centro, las acciones de Messiah establecieron la formación de la Unidad de Operativos Especiales del Centro de Administración de Energía a partir de tres niños que se vieron atrapados en el fuego cruzado, y que tras sufrir los efectos secundarios de aquello, fueron entrenados para controlar sus nuevas habilidades y convertirse en los Go-Busters. En la actualidad, una misteriosa figura llamada Enter lidera a un grupo llamado Vaglass en incursiones en el mundo real para conseguir el suficiente Enetron para traer de vuelta a Messiah. Los Go-Busters y sus compañeros Buddy Roids serán los encargados de combatir contra Vaglass y sus MegaZords para proteger el Enetron de la ciudad y evitar que se hagan con él.

## Personajes

### Go-Busters
Por su entrenamiento y por el programa Anti-Meta Virus que les protege de ser infectados por Messiah, cada uno de los Go-Busters tiene una habilidad especial llamada Super Power, y al mismo tiempo y como efecto secundario del programa, cada uno ha desarrollado una debilidad o Weak Point.
- Hiromu Sakurada (桜田 ヒロム Sakurada Hiromu?)/Red Buster (レッドバスター Reddo Basutā?): Tiene 20 años, y es el guerrero más redondo del equipo a pesar de unirse el último. Es un guerrero serio, leal y centrado que rara vez sonríe, además de que es muy malo con las palabras y no es una persona muy social. Su Super Power está en sus piernas, y es la super velocidad, que le permite moverse tan rápido que parece que se está teletransportando. Su Weak Point es que se queda congelado cuando entra en pánico, lo que no sería un problema si no entrara en pánico cada vez que ve un pollo, en realidad o en fotografía, por culpa de un trauma de la infancia. A veces, puede liberarse de ese congelamiento, pero requiere de muchísima fuerza de voluntad por su parte. Incluso oír la palabra "pollo" puede hacerle congelarse, pero no del todo, haciéndole caminar pesada y robóticamente durante unos minutos.[4]
- Ryūji Iwasaki (岩崎 リュウジ Iwasaki Ryūji?)/Blue Buster (ブルーバスター Burū Basutā?): Tiene 28 años, y es el guerrero más experimentado del equipo. Es de trato fácil, siempre mantiene la mente fría, y rara vez se enfada por nada. Su Super Power se manifiesta en sus brazos, dándole super fuerza. Su Weak Point es que su cuerpo se sobrecalienta si usa su Super Power demasiado tiempo, y una vez sobrecalentado, su fuerza aumenta exponencialmente, pero sufre un cambio de personalidad, convirtiendo en un asesino psicópata incapaz de distinguir amigos de enemigos. Una vez sobrecalentado, no se le puede detener y solo se puede esperar a que se enfríe por sí mismo. Como efecto secundario, el calor le afecta mucho más de lo normal, y también se puede sobrecalentar si hace demasiado calor, aunque en este caso simplemente se hará agresivo e irritable, pero no asesino. Comparado con sus compañeros, su Weak Point es el que menos probabilidades tiene de manifestarse, pero al mismo tiempo es el más devastador cuando ocurre.[5]
- Yōko Usami (宇佐見 ヨーコ Usami Yōko?)/Yellow Buster (イエローバスター Ierō Basutā?): Es la más joven del equipo, con 16 años, y es una adolescente de humor voluble, lengua afilada, impaciente y que se enfada con facilidad, aunque es también la más enérgica del equipo. Su Super Power se manifiesta en sus piernas, y le permite saltar grandes alturas. Su Weak Point es que se desmaya con mucha facilidad. Así, debe mantener la cuenta de calorías con mucha precisión, y consumir dulces para mantenerse despierta y activa. Aunque su Weak Point es el más fácil de controlar, su exceso de ganas de ir de misión suele hacerle olvidarse los caramelos antes de salir, lo que unido a su tendencia a sobreutilizar su Super Power hace que suela acabar por los suelos en muchas ocasiones.[6]
- Masato Jin (陣 マサト Jin Masato?)/Beet Buster (ビートバスター Bīto Basutā?): Es un ingeniero excéntrico y altanero que encuentra que los fallos menores son más interesantes que la perfección. Aunque trabajaba en otra división durante el incidente de hace 13 años, Masato acabó en el subespacio de todas formas cuando sus compañeros se sacrificaron para atrapar a Messiah. Sin embargo, su transporte al subespacio fue incompleto, y solo pequeñas porciones de sus datos quedaron atrapadas en Messiah. Atrapado allí, creó el Bett J. Stag, un robo para ayudarle a colocar su cuerpo en animación suspendida, y creó un avatar de sí mismo para moverse por el mundo real. Cuando descubrió el destino de sus compañeros atrapados en Messiah al contactar con Sakurada, con los planos del BC-04 que desarrolló, Masato decidió enviar a Jay a la realidad para perfeccionar las habilidades de los Go-Busters y prepararles para la batalla contra Messiah. Así, Masato creó su Buster Gear y el de Jay para poder transformarse y luchar. Aunque tiene 40 años y eso le hace técnicamente el mayor del equipo, escudándose en que su avatar es de él cuando tenía 27 años, dice que el mayor es Ryūji con 28 años, y mantiene un carácter inmaduro e irresponsable.[7]
- Beet J. Stag (ビート・J・スタッグ Bīto Jei Sutaggu?)/Stag Buster (スタッグバスター Sutaggu Basutā?): Suelen llamarle simplemente Jay. Es el Buddy Roid de Masato que tiene la forma de un androide humanoide que recuerda a un ciervo volante. Masato le creó en el subespacio. Llegó a la realidad colándose de polizón en un Vaglass MegaZord que llevaba Enter. Como Masato, Jay es un egocéntrico que aparenta tener un carácter muy frío, pero en su caso llevado al extremo, en sentido de que muestra poco o ningún interés hacia nada que no le concierna, lo que suele poner de los nervios a Masato. A pesar de esto, tiene una percepción muy desarrollada, sintiendo el peligro inmediato y siendo muy observador, pero no le dice nada a los otros por su carácter. De todas formas, tiene un lado tierno también, ya que la naturaleza le fascina, especialmente los escarabajos, al ser similares en forma a él, hasta el punto de que se pone melancólico. También se preocupa de verdad por su creador.[8]

### Aliados
- Buddy Roids (バディロイド Badiroido?):[Notas 2] Son unos robots inteligentes creados por el Centro de Administración de Energía antes de la creación de Messiah, quienes tras el desastre fueron asignados para ayudar a los Go-Busters en sus misiones. Además de tener habilidades de teletransporte y programación Anti-Metavirus que les protege de la corrupción, los Buddy Roids interactúan con las Buster Machines, formando los mecanismos de control con sus cabezas. A pesar de ser robots, tienen una gran compresión del comportamiento humano, y se comportan ellos mismos como humanos.
  - Cheeda Nick (チダ・ニック Chida Nikku?): Es el Buddy Roid de Hiromu, y tiene la forma de un androide guepardo.
  - Gorisaki Banana (ゴリサキ・バナナ Gorisaki Banana?): Es el Buddy Roid de Ryūji, y tiene la forma de un androide gorila.
  - Usada Lettuce (ウサダ・レタス Usada Retasu?): Es el Buddy Roid de Yoko, y tiene la forma de un pequeño conejo robótico, siendo el único de los tres que no tiene forma humanoide.
- Takeshi Kuroki (黒木 タケシ Kuroki Takeshi?) Tiene 40 años, y es el comandante de la Unidad de Operaciones Especiales, liderando a los Go-Busters y a varios otros cientos de trabajadores. Originalmente, era el ayudante de Yōsuke en su laboratorio, y compañero de Masato, quien le puso el mote "Kurorin" (黒リン?). De esta forma, al igual que los Go-Busters, la eliminación de Messiah es su objetivo número uno, por cualquier medio que sea necesario.
- Toru Morishita (森下 トオル Morishita Tōru?): Es el operador del sistema de control de la Unidad de Operaciones Especiales. Es calmado y frío siempre que ayuda a los Go-Busters.
- Miho Nakamura (仲村 ミホ Nakamura Miho?): Es una operadora de la Unidad de Operaciones Especiales, una incorporación reciente en el Centro de Administración de Energía, y no sabe mucho de los Go-Busters. Está muy capacitada en las detecciones del subespacio, pero puede estallar cuando se la presiona demasiado.
- Rika Sakurada (桜田 リカ Sakurada Rika?): Tiene 27 años, y es la hermana mayor de Hiromu. Tenía 14 años cuando ocurrió el desastre de Messiah, y como no le gustan las máquinas en general, no estaba presente en el Centro cuando ocurrió todo. Sabiendo de la muerte de sus padres, está en contra de que Hiromu se haya convertido en Go-Buster, ya que no quiere perder a otro miembro de la familia, pero aceptó a regañadientes que Nick viviera con su hermano y ella.
- Saburō Kazuki (葉月 サブロー Hazuki Saburō?): Es un científico excéntrico y apasionado que fue miembro del Centro de Administración de Energía hace años antes de la creación de Messiah, creando los planos para las Buster Machines principales. Cuando abandonó el Centro por un conflicto de intereses, el profesor Hazuki ideó a Tategami Lioh y continuó trabajando en ello hasta su muerte. Sin embargo, el profesor Hazuki copió su mente en el sistema de control de Tategami Lioh.
- Yōsuke Sakurada (桜田 ヨウスケ Sakurada Yōsuke?): Es el padre de Hiromu y Rika, y el jefe de Centro de Investigación de Transportes (転送研究センター Tensō Kenkyū Sentā?), y el único científico que logró diseñar la forma de instalar programas en humanos. Su esencia fue absorbida por Messiah cuando se sacrificó para atraparle en el subespacio, y se convirtió en uno de sus ingenieros. Sin embargo, ha logrado de alguna forma mantener parte de su libre voluntad, y contacta con Masato para que ayude a su hijo y sus amigos dándole en secreto los planos del BC-04.

### Arsenal
- Morphin Brace (モーフィンブレス Mōfin Buresu?): Es el dispositivo de transformación de los Go-Busters principales. El comando de transformación es "Let's Morphin" (レッツモーフィン Rettsu Mōfin?).[3]
- Transpod (トランスポッド Toransupoddo?): Es un dispositivo montado en el hombro que permite a los Go-Buster transportar su arsenal desde el Centro. Están equipados con un deformador de voz que les permite enmascarar su identidad ante otros imitando otras voces.[3]
- Ichigan Buster (イチガンバスター Ichigan Basutā?): Una de las armas básicas de los Go-Busters. Se trata de unas cámaras reflex que se pueden convertir en pistolas láser.[3]
- Sōgan Blade (ソウガンブレード Sōgan Burēdo?): Las otras armas básicas, son unos prismáticos que se pueden convertir en dagas.[3]
- Ichigan Buster Special Buster Mode (イチガンバスター スペシャルバスターモード Ichigan Basutā Supesharu Basutā Mōdo?): Es la combinación del Ichigan Buster y el Sōgan Blade en unos cañones más poderosos.[3]
- Morphin Blaster (モーフィンブラスター Mōfin Burasutā?): Es el dispositivo de transformación de Beet Buster y Stag Buster, con apariencia de teléfono móvil. Funciona con el mismo comando de transformación. Después de la transformación, sirven como sus primeras armas básicas, unas pistolas láser.
- DriBlade (ドライブレード Doraiburēdo?): Son las otras armas básicas de Beet Buster y Stag Buster, unas armas blancas, que además sirven de mecanismo de control de sus Buster Vehicles.
- GB Custom Visor (GBカスタムバイザー Jī Bī Kasutamu Baizā?): Son dispositivos que permiten a los Go-Busters principales asumir su forma Powered Custom (パワードカスタム Pawādo Kasutamu?) transmitiendo los datos de sus Buddy Roids con el comando "Powered Morphin" (パワードモーフィン Pawādo Mōfin?).
- Lioh Blaster (ライオブラスター Raio Burasutā?): Es una potente pistola láser similar al Ichigan Buster.
- Lioh Blaster Final Buster Mode (ライオブラスター ファイナルバスターモード Raio Burasutā Fainaru Basutā Mōdo?): Es la combinación del Lio Blaster y el Sōgan Blade en un cañón aún más poderoso.

### Mechas
- Buster Machines (バスターマシン Basutā Mashin?): Son los mechas de los Go-Busters, que llaman para luchar contra algún Vaglass MegaZord. Tienen un modo vehículo y otro modo animal. MegaZords (メガゾード Megazōdo?): Son los robots humanoides gigantes que usan tanto los Go-Busters como Vaglass.
- Go-BusterOh (ゴーバスターオー Gōbasutāō?): Es la combinación de Go-Buster Ace con Gorilla y Rabbit.[9]
  - CB-01 Cheetah (CB-01チーター Shī Bī Zero Wan Chītā?): Es la Buster Machine de Red Buster. Puede tomar la forma de un súper coche, o bien la de un guepardo, que es más rápida que la anterior. Puede asumir una forma MegaZord él solo. La abreviatura "CB" significa "Cheetah Bike", "Bicicleta Guepardo".[10]
    - Go-Buster Ace (ゴーバスターエース Gōbasutā Ēsu?): Es el modo MegaZord de Cheetah.[10]

  - GT-02 Gorilla (GT-02ゴリラ Jī Tī Zero Tsū Gorira?): Es la Buster Machine de Blue Buster. En modo vehículo es un camión, aunque su modo gorila tiene una inmensa fuerza. La abreviatura "GT" significa "Gorilla Truck", "Camión Gorila".[11]
  - RH-03 Rabbit (RH-03ラビット Āru Eichi Zero Surī Rabitto?): Es la Buster Machine de Yellow. En modo vehículo es un helicóptero, mientras que en modo animal es un conejo que puede saltar a gran altura. La abreviatura "RH" significa "Rabbit Helicopter", "Helicóptero Conejo".[12]
- Buster Hercules (バスターヘラクレス Basutā Herakuresu?): Es la combinación de Beetle y Stag Beetle.[13]
  - BC-04 Beetle (BC-04ビートル Bī Shī Zero Fō Bītoru?): Es una Buster Machine experimental que desarrolló Masato hace 13 años para ayudar a los Go-Busters. Aunque Enter robó los planos antes de que se pudiera construir para fabricar por ingeniería inversa un Vaglas MegaZord, Masato ya había construido la BC-04 en el subespacio y la usa como su Buster Machine. En modo vehículo, es una grúa, y en modo animal es un escarabajo rinoceronte que puede disparar Enetron contra su objetivo. La abreviatura "BC" significa "Beetle Crane", "Grúa Escarabajo".[14]
    - Go-Buster Beet (ゴーバスタービート Gōbasutā Bīto?): Es el modo MegaZord de Beetle.[14]

  - SJ-05 Stag Beetle (SJ-05スタッグビートル Esu Jei Zero Faibu Sutaggu Bītoru?): Es una Buster Machine que construyó Masato por su cuenta y que sirve como Buster Machine de Stag Buster. En modo vehículo es un avión jet, y en modo animal es un ciervo volante que puede disparar Enetron contra un objetivo. La abreviatura "SJ" significa "Stag Jet", "Jet Ciervo".[15]
- Great Go-Buster (グレートゴーバスター Gurēto Gōbasutā?): Es la combinación de las cinco Buster Machines, diseñada especialmente por Masato para luchar contra MegaZords en el subespacio.[16]
- Go-Buster Lioh (ゴーバスターライオー Gōbasutā Raiō?): Es la combinación de Tategami Lioh, Gorilla y Rabbit.[17]
  - LT-06 Tategami Lioh (LT-06タテガミライオー Eru Tī Zero Shikkusu Tategami Raiō?) es un Buddyzord (バディゾード Badizōdo?) inteligente que creó el profesor Hazuki. Aunque su hija pensó que había sido construido para derrotar a los Go-Busters, fue diseñado por el profesor Hazuki para ser compatible con Go-Buster Ace. Por su diseño, tiene tres formas, la forma animal es la de un león. Como vehículo, es una motocicleta de tres ruedas. Y su tercer modo es el modo MegaZord.[18]
- Go-Buster King (ゴーバスターキング Gōbasutā Kingu?): Es la combinación de Gorilla, Rabbit, Beetle, Stag Beetle y Tategami Lioh.[19]

### Vaglass
Vaglass (ヴァグラス Vagurasu?): Es una organización que pretender hacer a la Tierra un lugar más agradable para las máquinas, y que busca destruir a la raza humana haciéndose con el Enetron. Sin embargo, fueron enviados al subespacio, una dimensión alternativa donde la gravedad es tan alta que respirar se vuelve doloroso, y los humanos se convierten en datos vivientes. Así, Messiah decidió utilizar a sus avatares Enter y Escape para recolectar el Enetron necesario para volver a la realidad y absorber a la Tierra para asegurar su dominio. La base de operaciones de Vaglass son las ruinas del Centro de Investigación de Transportes que acabó en el subespacio hace 13 años.
- Messiah (メサイア Mesaia?): Nació como un virus informático que infectó las computadores del Centro de Investigación de Transportes en la Navidad de 1999, y evolucionó a partir del Enetron que había en el sistema. Messiah utilizó sus poderes de asimilación para hacerse con el control de todo el edificio y su equipamiento antes de que el personal del edificio lograra contenerle transportando todo el Centro y a sí mismos al subespacio, evitando que se propagara al resto de sistemas de comunicación, energía y defensa del mundo. Sin embargo, por la naturaleza del subespacio, Messiah pudo asimilar a los humanos digitalizados junto con el resto del edificio, usándolos como sus "ingenieros" y como materia prima para Enter y Escape. 13 años más tarde, reanudaría sus planes para la dominación del mundo en 2012, enviando a sus agentes entre dimensiones para recolectar Enetron que le permita volver a la realidad y asimilar todo el planeta.[20][21]
- Enter (エンター Entā?): Es el sirviente principal de Messiah, un avatar creado a partir de la combinación de varios aspectos de los científicos que "su majestad" absorbió, incluyendo sus gafas y el hablar un perfecto francés. Aunque tiene apariencia humana, su cuerpo son datos puros, y puede ser fácilmente recreado al ser destruido, usando tentáculos como cables para luchar. Detrás de su fachada frívola y ligera se esconde una naturaleza muy inteligente y manipuladora.[22]
- Escape (エスケイプ Esukeipu?): Es un avatar femenino que sirve a Messiah y que se refiere a él como "papá", siendo extremadamente devota a él. Pero como ella sigue a sus emociones, Enter la llama una imitación perfecta de la humanidad. Escape fue creada para seguir la tarea de Enter de causar sufrimiento a los humanos, después de que Messiah no quedara satisfecho con los resultados de Enter, ordenándole que se limitara a transportar MegaZords y disparar Enetron. A diferencia de Enter, que es más reservado y cauteloso en sus planes, Escape es una mujer fuerte a la que le encanta luchar contra enemigos poderosos y que se enfrenta activamente contra los Go-Busters simplemente por placer más que por algún objetivo, encontrando un enemigo ideal en Blue Buster cuando está bajo la influencia de su Weak Point.[23]
- Buglers (バグラー Bagurā?): Son los soldados de campo robóticos de Vaglass, creados por Enter utilizando una Bugler Card (バグラーカード Bagurā Kādo?) en su computadora. También pueden pilotar Bugzords (バグゾード Baguzōdo?).[20][21]

## Episodios
Los episodios en esta temporada se llaman "Misiones"
1. ¡Tokumei Sentai, Uníos! (特命戦隊、集結せよ！ Tokumei Sentai, Shūketsu seyo!?)
2. Una promesa hecha hace 13 años (13年前の約束 Jū-san Nen Mae no Yakusoku?)
3. ¡GT-02 Animal, despliégate! (GT-02アニマル、出撃！ Jī Tī Zero Tsū Animaru, Shutsugeki!?)
4. Tokumei y determinación (特命と決意 Tokumei to Ketsui?)
5. ¡La peligrosa destrucción sobrecalentada! (キケンな熱暴走！ Kiken na Netsu Bōsō!?)
6. ¡Combínate! Go-Buster Oh (合体！ゴーバスターオー Gattai! Gōbasutāō?)
7. ¿¡Mal mantenimiento en el as?! (エース整備不良?! Ēsu Seibi Furyō?!?)
8. ¡Proteged las marcas azules de las máquinas! (マシン設計図を守れ！ Mashin Sekkeizu o Mamore!?)
9. ¡La estrategia de recuperación de Usada! (ウサダ奪還作戦！ Usada Dakkan Sakusen!?)
10. La razón por la que luchamos (戦う理由 Tatakau Riyū?)
11. El Weak Point objetivo (ねらわれたウイークポイント Nerawareta Uīkupointo?)
12. ¿Te gusta ir de incógnito? (変装はお好き？ Hensō wa Osuki??)
13. Un sorprendente día libre (サプライズな休日 Sapuraizu na Kyūjitsu?)
14. Ça va? Estrategia de rescate (サバ？救出作戦 Saba? Kyūshutsu Sakusen?)
15. El guerrero dorado y el compañero plateado (金の戦士と銀のバディ Kin no Senshi to Gin no Badi?)
16. El hombre que vino del subespacio (亜空間から来た男 Akūkan kara Kita Otoko?)
17. ¡Su nombre es Go-Buster Beet! (その名はゴーバスタービート！ Sono Na wa Gōbasutā Bīto!?)
18. Operaciones cooperativas a 3.000 metros bajo tierra (地底3000メートルの共同作業 Chitei Sanzen Mētoru no Kyōdō Sagyō?)
19. ¡Mi combinación! Buster Hercules (俺の合体！バスターヘラクレス Ore no Gattai! Basutā Herakuresu?)
20. ¡Concentración de cinco partes! ¡Great Go-Buster! (5体結集！グレートゴーバスター！ Gotai Kesshū! Gurēto Gōbasutā!?)
21. Adiós, Blue Buster (さらば　ブルーバスター Saraba Burū Basutā?)
22. La hermosa avatar: Escape (美しきアバター　エスケイプ Utsukushiki Abatā Esukeipu?)
23. Aquellos que siguen su propósito (意志を継ぐ者 Ishi o Tsugu Mono?)
24. Un très bien festival de verano (トレビアンな夏祭り Torebian na Natsu Matsuri?)
25. ¡Perseguid el misterio de los avatares! (アバターの謎を追え！ Abatā no Nazo o Oe!?)
26. ¡El pequeño enemigo! El SOS de la sala de control (小さな強敵！司令室SOS Chiisana Kyōteki! Shireishitsu Esu Ō Esu?)
27. ¡Un combo fuera de control para escapar del laberinto! (暴走コンビで迷宮脱出！ Bōsō Konbi de Meikyū Dasshutsu!?)
28. ¡Cuidado con los pollos! (ニワトリに注意せよ！ Niwatori ni Chūi seyo!?)
29. ¡Entrando en el subespacio! (亜空間への突入！ Akūkan e no Totsunyū!?)
30. El apagado de Messiah (メサイア　シャットダウン Mesaia Shattodaun?)
31. ¡Llega el sheriff espacial Gavan! (宇宙刑事ギャバン、現る！ Uchū Keiji Gyaban, Arawaru!?)
32. ¡La insignia de amistad con Gavan! (ギャバンとの友情タッグ！ Gyaban to no Yūjō Taggu?)
33. ¡Morphin! Powered Custom (モーフィン！パワードカスタム Mōfin! Pawādo Kasutatomu?)
34. ¿¡El enemigo es Beet Buster!? (敵はビートバスター?! Teki wa Bīto Basutā?!?)
35. ¡Ruge, Tategami Lioh! (タテガミライオー　吼える！ Tategami Raiō Hoeru!?)
36. Go-Buster Lioh, Kaching! (ゴ―バスターライオー　ガギーン！ Gōbasutā Raiō Gagīn!?)
37. Las novias en blanco y negro (黒と白の花嫁 Kuro to Shiro no Hanayome?)
38. ¡Vive! Ace Deathmatch (実況！エースデスマッチ Jikkyō! Ēsu Desumatchi?)
39. ¡Soplo definitivo! El puño de Messiah (必殺！メサイアの拳 Hissatsu! Mesaia no Kobushi?)
40. Cubriendo a Jay y al Messiahroid (カブるＪとメサイアロイド Kaburu Jei to Mesaiaroido?)
41. ¡La Pink Buster ladrona! (怪盗ピンクバスター！ Kaitō Pinku Basutā!?)
42. ¡Ataque! Dentro del MegaZord (突撃！メガゾードの中へ Totsugeki! Megazōdo no Naka e?)
43. Determinación de Navidad (決意のクリスマス Ketsui no Kurisumasu?)
44. Nochebuena: La hora de completar la misión (聖夜・使命果たすとき Seiya Shimei Hatasu Toki?)
45. Feliz año nuevo: Un pequeño enemigo formidable, otra vez (謹賀新年　小さな強敵、再び Kinga Shinnen Chiisana Kyōteki, Futatabi?)
46. ¡La nueva fusión y destrucción sobrecalentada! (新たな融合と熱暴走！ Arata na Yūgō to Netsu Bōsō!?)
47. Reseteo y copia de seguridad (リセットとバックアップ Risetto to Bakkuappu?)
48. Preparando la trampa (仕掛けられていた罠 Shikakerareteita Wana?)
49. Preparación y selección (覚悟と選択 Kakugo to Sentaku?)
50. Lazos eternos (永遠のキズナ Eien no Kizuna?)

### Películas
- Kamen Rider × Super Sentai: Super Hero Taisen (仮面ライダー×スーパー戦隊　スーパーヒーロー大戦 Kamen Raidā × Sūpā Sentai: Sūpā Hīrō Taisen?): Película crossover entre las franquicias Kamen Rider y Super Sentai Series con la aparición de varios personajes de ambas. Estrenada el 21 de abril de 2012.
- Tokumei Sentai Go-Busters the Movie: Protect the Tokyo Enetower! (特命戦隊ゴーバスターズ THE MOVIE　東京エネタワーを守れ！ Tokumei Sentai Gōbasutāzu Za Mūbī Tōkyō Enetawā o Mamore!?): ESyrenda el 4 de agosto de 2012
- Tokumei Sentai Go-Busters vs. Kaizoku Sentai Gokaiger: The Movie (特命戦隊ゴーバスターズＶＳ海賊戦隊ゴーカイジャーTHE MOVIE Tokumei Sentai Gōbasutāzu Tai Kaizoku Sentai Gōkaijā Za Mūbī?): Película crossover entre Go-Busters y su serie predecesora Kaizoku Sentai Gokaiger. estrenada el 19 de enero de 2013
- Tokumei Sentai Go-Busters Returns vs. Dōbutsu Sentai Go-Busters (帰ってきた特命戦隊ゴーバスターズ VS 動物戦隊ゴーバスターズ Kaettekita Tokumei Sentai Gōbasutāzu tai Dōbutsu Sentai Gōbasutāzu?): Especial para video. Estrenado el 21 de junio de 2013

## Reparto
- Hiromu Sakurada: Katsuhiro Suzuki[24][25]
- Ryūji Iwasaki: Ryōma Baba[26][25]
- Yōko Usami: Arisa Komiya[25]
- Masato Jin: Hiroya Matsumoto
- Beet J. Stag: Yūichi Nakamura
- Cheeda Nick: Keiji Fujiwara
- Gorisaki Banana: Tesshō Genda
- Usada Lettuce: Tatsuhisa Suzuki
- Takeshi Kuroki: Hideo Sakaki[27]
- Toru Morishita: Naoto Takahashi
- Miho Nakamura: Fūka Nishihira[28]
- Rika Sakurada: Risa Yoshiki
- Saburō Hazuki/Tategami Lioh: Ichirō Mizuki
- Yōsuke Sakurada: So Yamanaka
- Messiah: Seiji Sasaki
- Enter: Shō Jinnai[29]
- Escape: Ayame Misaki
- Narrador: Shū Munekata

## Temas musicales

### Temas de apertura
- Busters Ready Go! (バスターズ レディーゴー! Basutāzu Redī Gō!?) (Episodios 1-27, 50)
  - Letra: Shōko Fujibayashi
  - Música y arreglos: Kenichiro Ōishi
  - Intérprete: Project.R (Hideyuki Takahashi)

- Morphin! Movin! Bustersship! (モーフィン! ムービン! バスターズシップ! Mōfin! Mūbin! Basutāzushippu!?) (Episodios 28-49)
  - Letra: Shōko Fujibayashi
  - Música y arreglos: Kenichiro Ōishi
  - Intérprete: Project.R (Hideyuki Takahashi)

### Tema de cierre
- Kizuna ~ Go-Busters! (キズナ～ゴーバスターズ! Kizuna ~ Gōbasutāzu!?, "Lazos ~ Go-Busters!")
  - Letra: Shōko Fujibayashi
  - Música y arreglos: Kenichiro Ōishi
  - Intérprete: Nazo no Shin Unit Starmen